# Tulbingerkogel (Gemeinde Tulbing)
Tulbingerkogel (früher auch Tulbinger Kogl) ist ein Dorf in der niederösterreichischen Marktgemeinde Tulbing.

## Lage und Verkehr
Der Ort Tulbingerkogel ist gleichnamig mit dem Hügel, an dessen Südostflanke sich 128 Häuser schmiegen. Der Tulbinger Kogel liegt am nordwestlichen Rande des Wienerwaldes. Mit seinen 494 m ist der nach Tulbing benannte Berg die höchste Erhebung im Bezirk Tulln sowie der gesamten nordwestlichen Kante zum Tullnerfeld. Auf seinem „Gipfel“ thront die Leopold-Figl-Warte, die einen weiten Blick über das Tullnerfeld ermöglicht. Eine umfassende Aussicht auf rund 300 Berge der Ostalpen, inklusive Ötscher, Schneeberg und Großen Priel sind vom Gipfel möglich.
Die Ortschaft Tulbingerkogel ist über die Buslinie 449 in den öffentlichen Verkehr integriert. Halbstündlich fahren Busse der Linien 249 und 250 zwischen Mauerbach (5 km entfernt) und Wien/Hütteldorf.
Die Bezirkshauptstadt Tulln an der Donau ist ca. 15 km entfernt. Zur Wiener Stadtgrenze (14. Bezirk – Penzing) sind es 8 km.
Ungefähr 15 km Richtung Südosten liegt Hütteldorf, ein Ortsteil der Bundeshauptstadt, der sich durch seine gute Verkehrsanbindung auszeichnet. Es gibt diverse Buslinien in die Randbezirke Wiens und Vororte sowie die Schnellbahnlinie S45, die in den Norden von Wien führt. Das im Westen mit der U4-Station Hütteldorf beginnende Wiener U-Bahn-Netz, ermöglicht ein rasches Erreichen von Zielen innerhalb der Stadt.

## Geschichte
- Wahrscheinlich Standort von Römischen Leuchtfeuern
- Erste Besiedelung durch Forstarbeiter und später auch durch Steinbrucharbeiter
- 1529 (Erste Wiener Türkenbelagerung) versteckten sich die Bewohner Tulbings im Jammertal am Tulbingerkogel; ein krähender Hahn verriet ihr Versteck und alle fanden den Tod
- 1880–1890 wurden erste Wohnhäuser errichtet, die der Sommerfrische dienten
- Am jetzigen Standort des Berghotel Tulbingerkogel entstand ab 1880 aus einem Forsthaus allmählich ein Gasthaus
- 1930 wurde an selber Stelle ein Luxushotel (für damalige Verhältnisse) errichtet. Es gab acht Zimmer mit privater Dusche und alle Zimmer wurden vom Gang einzeln beheizt
- Laut Adressbuch von Österreich waren im Jahr 1938 in Tulbingerkogel ein Gastwirt, ein Steckererzeuger und einige Landwirte ansässig.[1]
- 1998 wurde der erste Internationale Sommelierweingarten, im Zuge der Sommelierweltmeisterschaft in Wien, eröffnet

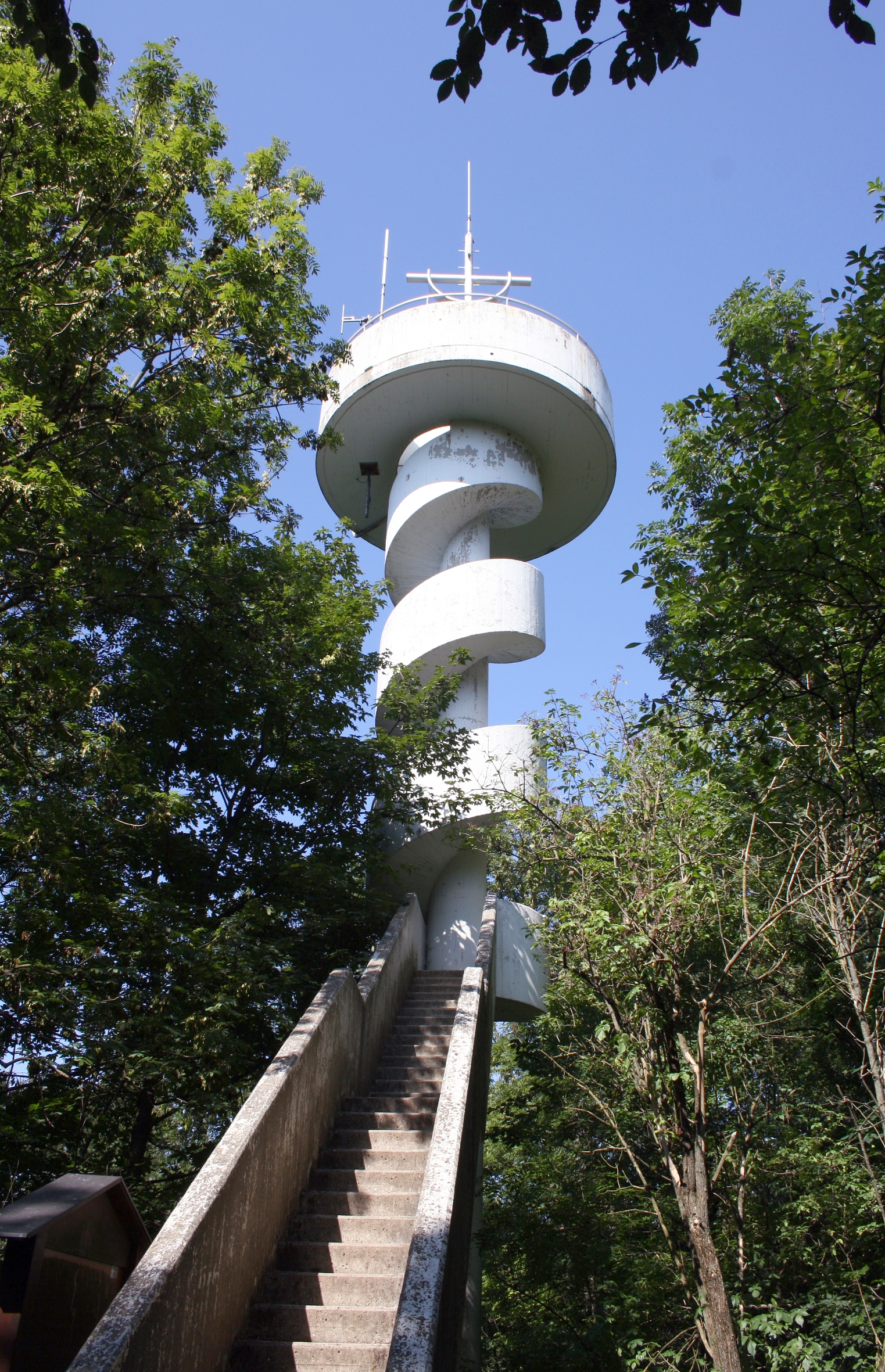
Die Leopold-Figl-Warte

## Bauwerke
Auf dem 494 m hohen Tulbingerkogel befindet sich die Leopold-Figl-Warte. Diese wurde von Clemens Holzmeister entworfen und durch Gelder der Gemeinde Tulbing sowie des Landes Niederösterreich ermöglicht. Die feierliche Eröffnung fand im Jahr 1968 statt.
In der Ortschaft befindet sich eine römisch-katholische Kapelle.